# George Mountbatten (1961)
George Ivar Louis Mountbatten (né 6 juin 1961), 4e marquis de Milford Haven (connu précédemment sous le titre subsidiaire de comte de Medina), est un homme d'affaires et politique britannique.

## Biographie
Fils de David Mountbatten, il succède en 1970 aux titres de son père et entre ensuite dans la Chambre des lords, en tant que 4e marquis de Milford Haven.
Il est fondateur depuis 2000 de l'entreprise uSwitch (en).
Lord Milford Haven a épousé à Londres le 8 mars 1989 Sarah Georgina Walker (née à Londres, le 17 novembre 1961), ancienne épouse d'Andreas Antoniou (mariés en 1985 ; divorcés en 1987), fille de George Alfred Walker (fondateur de l'entreprise de paris financiers Brent Walker) et de Jean Maureen (née Hatton). Le couple a divorcé le 27 février 1996. Ils ont eu deux enfants :
- Lady Tatiana Helen Georgia Mountbatten (née à Londres, le 16 avril 1990), qui travaille dans les relations publiques, a épousé le 23 juillet 2022, à la cathédrale de Winchester, Alexander "Alick" Dru (né en 1991)
  - Elodie Dru (née le 20 septembre 2023) ;
  - Albie Dru (né en mars 2025).
- Henry (Harry) David Louis Mountbatten, comte de Medina (né le 19 octobre 1991)

Il se remarie avec Clare Husted Steel en 1997.